# Église Saint-Maurice de Saint-Maurice-d'Ételan
L'église Saint-Maurice est une église catholique située dans la commune de Saint-Maurice-d'Ételan, en France.

## Localisation
L'église est située à Saint-Maurice-d'Ételan, commune du département français de la Seine-Maritime.

## Historique
L'édifice actuel date du XVe siècle.
L'édifice est classé au titre des monuments historiques depuis le 22 octobre 1976.

## Description
L'édifice est en pierre.
L'église contient une statue polychrome de saint Maurice datée du XVIe siècle.
Une peinture représentant le jugement de saint Maurice datée de 1910 orne l'arc qui sépare la nef et le chœur.
L'église possède des vitraux représentant des saints, une Annonciation, une Nativité ainsi que des représentations de la translation des reliques de saint Maurice.